# Eagles
Eagles és un grup de rock clàssic estatunidenc fundat a l'inici dels anys setanta per Glenn Frey i Don Henley, a Los Angeles (Califòrnia). Van debutar el 1972 amb el senzill d'èxit «Take it Easy».
Inicialment la seva música era un híbrid entre música country i instrumentació bluegrass injectades en harmonies del surfer rock californià, i produint balades sensibles i música lleugera d'aroma country i pop-rock amb lletres que parlaven de cotxes, relacions i vides errants. Els inventors d'aquest gènere foren cantautors dotats, entre ells, Gram Parsons, Jackson Browne, J. D. Souther i Warren Zevon. El grup Eagles van encaixar l'esperit del cantautor en el marc d'un grup, amb un marcat èmfasi en els arranjaments i en el mestratge musical. El so inicial del grup arribà a ser sinònim del country rock del sud de Califòrnia. En àlbums posteriors, el grup va prescindir de la instrumentació bluegrass i gravità cap a un so clarament més rock.
La seva antologia Their Greatest Hits, publicada en 1976 vengué 28 milions d'exemplars i es convertí en el disc més venut de la història del rock dels Estats Units, i el primer en obteir un disc de platí. El 2007 van llançar el seu primer disc d'estudi en 28 anys, Long Road Out of Eden.

## Discografia

### Àlbums d'estudi
- 1972 Eagles #22 US (Platinum)
- 1973 Desperado #41 US (2x Platinum), #39 UK
- 1974 On the Border #17 US (2x Platinum), #28 UK
- 1975 One of These Nights #1 US (4x Platinum), #8 UK
- 1976 Hotel California #1 US (16x Platinum), #2 UK
- 1979 The Long Run #1 US (7x Platinum), #4 UK
- 2007 Long Road Out of Eden[4]

### Recopilatoris i en directe
- 1976 Their Greatest Hits (1971-1975) (recopilatori) #1 US, el disc més venut dels Estats Units[2]
- 1980 Eagles Live #6 US (7x Platinum), #24 UK
- 1982 Eagles Greatest Hits, Vol. 2 (recopilatori) #52 US (11x Platinum)
- 1984 The Best of the Eagles (recopilatori per Europa) #8 UK
- 1994 The Very Best of The Eagles (1994) (recopilatori per Europa) #4 UK
- 1994 Hell Freezes Over (live àlbum) #1 US (8x Platinum), #18 UK
- 2000 Selected Works: 1972-1999 (box set) #109 US (1x Platinum)
- 2001 The Very Best of the Eagles (2001)' (recopilatori per Europa) #3 UK
- 2003 The Very Best of the Eagles (2003) (Recopilatori) #3 US (3x Platinum), #27 UK (denominat The Complete Greatest Hits a Europa)

## Guardons
Nominacions
- 1973: Grammy al millor nou artista